# Chiesa di San Flaviano (Montefiascone)
La chiesa di San Flaviano Martire (detta anche basilica di San Flaviano) è una chiesa di origini medievali, sita al margine del territorio comunale di Montefiascone  sull'antica via francigena, ed è dedicata a san Flaviano, martire della Chiesa cattolica, giunto a Montefiascone durante la prigionia precedente al supplizio finale, oppure traslatovi cadavere dopo il supplizio. Ha la dignità di basilica minore.

## Storia e descrizione
Esempio architettonico principalmente di stampo romanico-gotico, costruita a partire dall'XI secolo, ha subito modifiche e rimaneggiamenti successivi nel XIII e nel XV secolo.
È costituita da due edifici sovrapposti: due chiese vere e proprie, orientate in senso opposto l'una rispetto all'altra. Si accede a quella inferiore tramite una rampa esterna laterale, che conduce al sagrato piano e terrazzato, e poi attraverso un portale gotico. La chiesa inferiore, risalente originariamente al 1032, è a tre navate terminanti con tre absidi disposte ad arco.
Le colonne sono sormontate da capitelli decorati con foglie di acanto o con scene simboliche in rilievo. Il catino dell'abside è affrescato da un'imponente immagine del Cristo Pantocratore in trono con le figure di due santi ai lati. Sotto il catino, al centro ed a mo' di pala d'altare, un affresco mostra il santo in veste di guerriero a cavallo recante il vessillo.

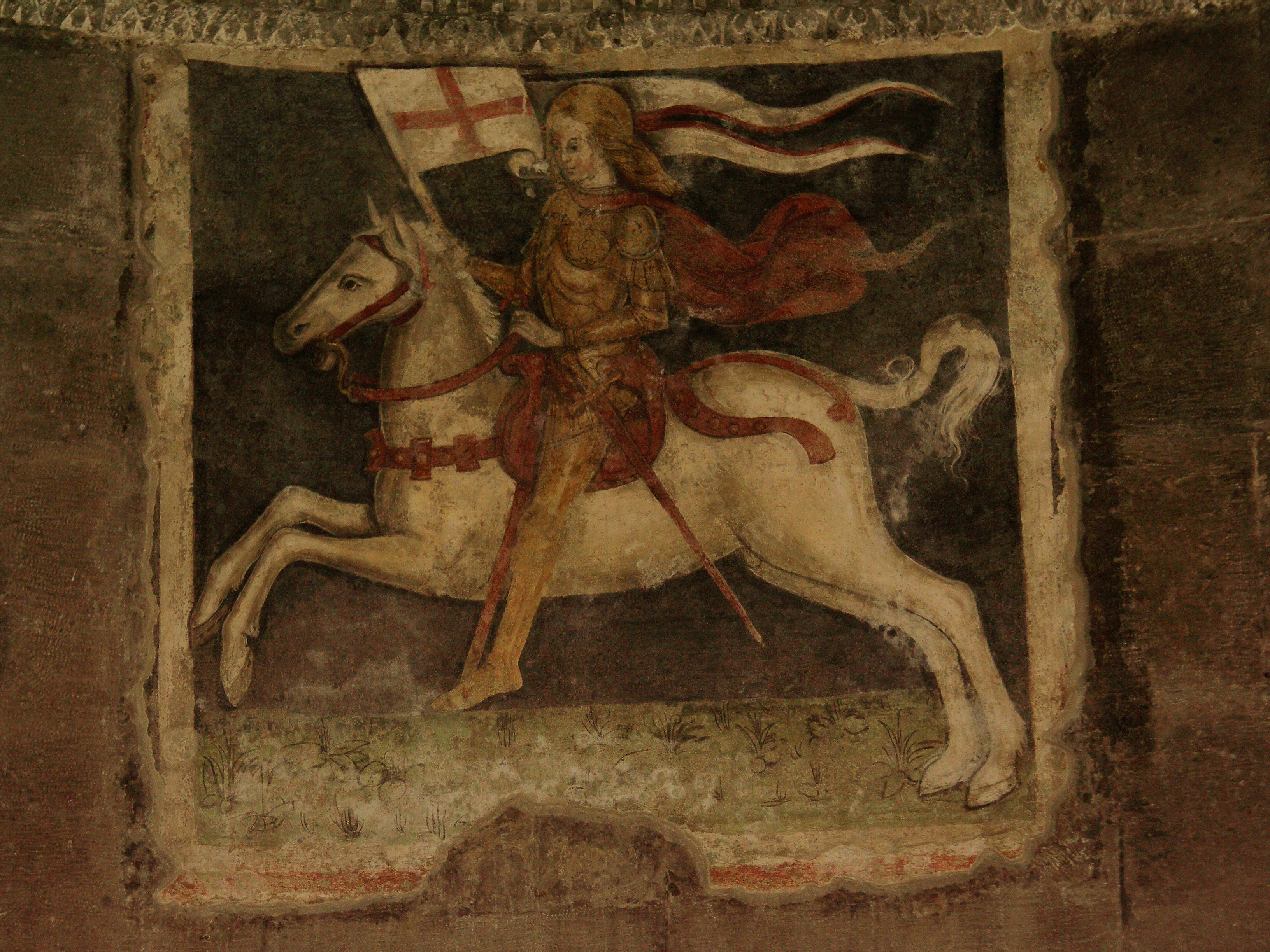
San Flaviano a cavallo, affresco nell'abside della chiesa di San Flaviano a Montefiascone.

La chiesa superiore, accessibile da quella inferiore tramite una scala posta al termine della navata destra di quest'ultima, è anch'essa costituita da tre navate scandite da file di archi sostenuti da colonne basse; al centro si apre sulla parte inferiore uno spazio a forma di rettangolo.
La facciata è costituita da due ordini sovrapposti: il primo è costituito da tre archi gotici, ma si accede solo da quello centrale aperto dal portale, mentre gli altri due sono ciechi. Sormonta i tre archi una loggia rinascimentale coperta da tettoia sostenuta da colonne che si estende lungo tutta la facciata. Dietro la loggia si erge la parte superiore triangolare con rosone centrale, croce al culmine e campanile a vela sul lato sinistro.
La chiesa è menzionata in una bolla di papa Leone IV, indirizzata al vescovo di Tuscania, Virobono, che enumera le chiese della zona di Montefiascone. Nel documento è elencata la chiesa di "Santa Maria", "dove riposa il corpo del beato martire Flaviano".

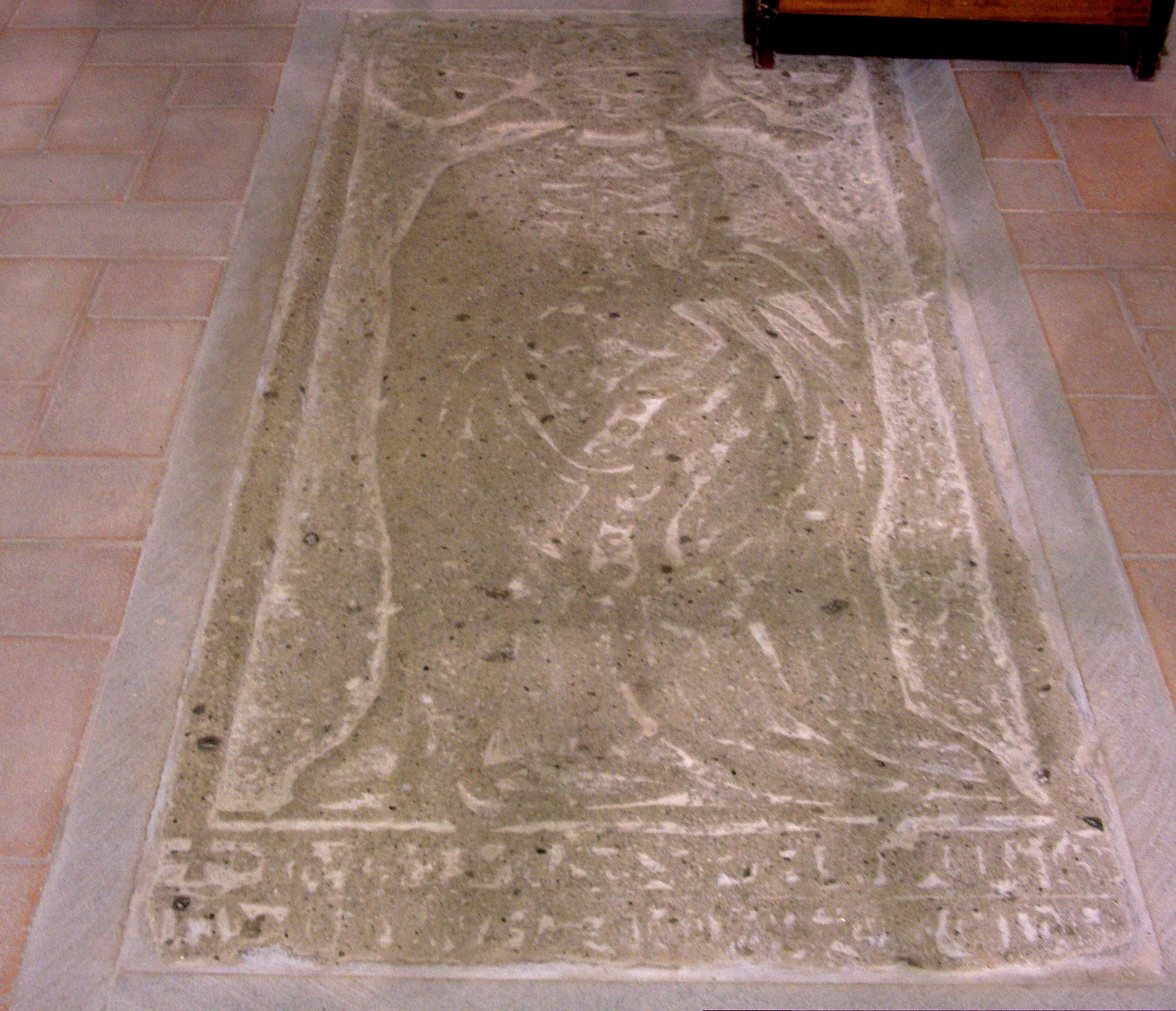
La tomba di Johannes Defuk, al cui nome è legata la leggenda del vino Est! Est!! Est!!!

Nella chiesa di San Flaviano venne inumata, nel 1113, la salma di Johannes Defuk, vescovo tedesco che, nel viaggio di ritorno da Roma, ove aveva assistito all'incoronazione da parte di papa Pasquale II di Enrico V ad imperatore del Sacro Romano Impero, si era fermato a Montefiascone, attratto dalla bontà del vino locale, che è noto oggi come Est! Est!! Est!!! di Montefiascone, e ci era rimasto fino alla morte. Il fedele servo Martino ne curò la sepoltura facendo incidere sulla lapide in peperino grigio della tomba,  l'iscrizione in latino: «Est est est pr nim est hic Jo De Fuk do meus mortuus est» che sta per «Est est est propter nimium est hic Johannes De Fuk dominus meus mortuus est» (Per il troppo EST! qui giace morto il mio signore Johannes Defuk), iscrizione che può essere letta ancor oggi.
La chiesa presenta anche una particolare raffigurazione iconografica, a fianco l'ingresso della cappella degli Innocenti, nella prima campata sinistra, la cui interpretazione non fu da subito compresa tanto da essere identificata come immagine di santa, ma per la comformazione fisica è chiaramente l'immagine di un uomo. La figura con la sinistra regge una sfera. Per alcuni critici era la raffigurazione di Cristo con gli arnesi della Passione, per altri invece come protettore dei mestieri, è invece l'iconografia del Cristo della Domenica, la santificazione del giorno del Signore che doveva essere dedicato solo allo spirito; l'uomo che non obbediva a questa regola era quello che andava all'inferno, perché era colui che recava martirio e sofferenza a Cristo.